# Pogrom v Kielcích
Pogrom v Kielcích byl dne 4. července 1946. Tehdy bylo více než 40 polských Židů zavražděno a dalších 80 zraněno v Kielcích poté, co se rozšířila fáma o únosu křesťanského chlapce. Mezi oběťmi byli dva nežidovští Poláci, kteří přispěchali na pomoc napadeným.
Pogrom je považován za nejznámější útok na Židy po skončení druhé světové války a vyústil ve vlnu židovské emigrace z Polska. Role státních orgánů v tomto pogromu nebyla dodnes objasněna.

## Předcházející události
Když německá vojska 4. září 1939 vpochodovala do Kielců, žilo ve městě kolem 25 000 Židů. Od března 1941 je Němci věznili v ghettu Kielce a v průběhu holocaustu je deportovali do vyhlazovacích táborů nebo se jim podařilo uprchnout. V srpnu 1944 už v Kielcích nežili žádní Židé. Po skončení války se do Kielců postupně vrátilo asi dvě stě Židů. Někteří z nich přežili koncentrační tábor, jiní se dokázali schovat nebo uprchli do vnitrozemí Sovětského svazu.

## Pogrom
Spouštěčem pogromu byla fáma o údajném únosu devítiletého Henryka Blaszcyka, který 1. července navštívil přátele v sousedním městě a vrátil se až o dva dny později. Druhý den ráno, 4. července, ho jeho otec odvedl na policii a řekl jim, že jeho syna unesli Židé a že ve sklepě domu v centru města, kde sídlil židovský výbor, žilo asi 200 Židů. Policisté, otec a syn, doprovázeni rostoucím davem, šli do domu, ale nebyl tam žádný sklep. Přesto se před domem konaly protižidovské protesty, které odkazovaly i na staletí propagované legendy o rituálních vraždách křesťanského antijudaismu. Členové milice vstoupili do budovy a stříleli. Nečinnost a částečné zapojení na místě přítomných milicionářů umožnilo eskalaci nepokojů davu shromážděného před domem. Pogrom, při kterém bylo zavražděno více než 40 lidí, trval několik hodin a byl ukončen až zásahem přivolaných vojáků.

## Následující události
Většina z přibližně 300 000 polských Židů, kteří přežili německou okupaci, chápala pogrom jako neklamné znamení, že pro ně v Polsku neexistuje žádná bezpečná budoucnost. V následujících měsících opustilo zemi několik desítek tisíc Židů.
Za účast na pogromu bylo 9. července 1946 souzeno dvanáct lidí. Dne 11. července bylo devět osob odsouzeno k trestu smrti a tři k trestu odnětí svobody. Poprava devíti odsouzených se uskutečnila 12. července 1946 ve 21:45 v lese u Kielců tajně zastřelením bez informování příbuzných a obhájců. Velmi rychlý výkon rozsudků smrti, zatímco bývalý říšský guvernér v Poznani Arthur Greiser, který byl odsouzen k smrti 9. července 1946, byl stále naživu, vedl k násilným protestům v části polské populace.
Komunistická propaganda zpočátku obviňovala antikomunistické skupiny z podněcování pogromu, později samostatné publikace o pozadí zločinu z roku 1946 nebyly v Polské lidové republice povoleny. Na druhé straně antikomunističtí odpůrci režimu formulovali často prosazovanou, ale dosud neprokázanou tezi, že nepokoje vyvolaly komunistické bezpečnostní orgány, aby z nich vytěžily politický kapitál.
Po roce 1980 odborový svaz Solidarność požadoval dokumentaci a debatu o antisemitských vraždách spáchaných na počátku poválečných let. Tato debata začala teprve s politickou změnou v letech 1989/90. U příležitosti 50. výročí v roce 1996 prezident Aleksander Kwaśniewski připomněl oběti; Do Kielců však nešel, protože městská rada byla proti vzpomínkovému obřadu. To udělal až jeho nástupce Lech Kaczyński, který v roce 2006 hovořil na místě činu o „ostudě Polska“.
Ústav národní paměti (IPN), jehož státní zastupitelství zahájilo v roce 2000 nová vyšetřování, je po čtyřech letech zastavilo, protože se nepodařilo objasnit pozadí masové vraždy a pachatelé nebyli naživu. Zejména v kruzích Solidarity se však diskutovalo o podezření z cílené provokace.
Tyto události byly námětem filmu Z pekla do pekla (1996) v německo-běloruské koprodukci.